# Động đất Badghis 2022
Động đất Badghis 2022 (tiếng Ba Tư: زمین‌لرزه جدی ۱۴۰۰ افغانستان) là trận động đất xảy ra vào lúc 16:10 (theo giờ địa phương), ngày 17 tháng 1 năm 2022. Trận động đất có cường độ 4,9 và 5,3 Mw, tâm chấn độ sâu khoảng 10 km.  Hậu quả trận động đất đã làm 30 người chết, 49 người bị thương.